# Werner Kummerer
Werner Kummerer (* 19. Mai 1948 in Mistelbach an der Zaya; † 30. Mai 2019 ebenda) war ein österreichischer Politiker (SPÖ) und Abgeordneter zum Nationalrat.

## Ausbildung und Beruf
Werner Kummerer besuchte zwischen 1954 und 1958 die Volksschule in Mistelbach und im Anschluss bis 1966 das Bundesrealgymnasium in Laa an der Thaya. Kummerer leistete 1966 bis 1967 seinen Präsenzdienst ab und studierte danach Technische Chemie an der Technischen Universität Wien. 1974 schloss er sein Studium mit dem akademischen Grad Dipl.-Ing. ab.
Kummerer war 1975 Hochschulassistent an der Veterinärmedizinischen Universität Wien und zwischen 1976 und 2000 Chemiker bei der OMV AG. Er war zuletzt Leiter der Abteilung Umweltschutz des Erdöl- und Erdgasbetriebes der OMV in Gänserndorf.

## Politik
Kummerer war zwischen 1981 und 1997 Mitglied des Gemeinderates der Stadtgemeinde Mistelbach und 1989 Stadtrat. Zwischen 1990 und 1995 hatte er das Amt des Zweiten Vizebürgermeisters inne. Er war zudem ab 1996 Ortsparteivorsitzender der SPÖ Mistelbach und ab 1998 Bezirksparteivorsitzender der SPÖ Mistelbach.
Zwischen dem 7. November 1994 und dem 29. Oktober 2006 vertrat er die SPÖ im Nationalrat.

## Auszeichnungen
- 2004: Großes Silbernes Ehrenzeichen für Verdienste um die Republik Österreich[2]
- 2011: Ehrenring der Stadt Mistelbach[3]
- Wehrdiensterinnerungsmedaille